# Pfarrkirche zum Heiligen Kreuz (Neuzelle)

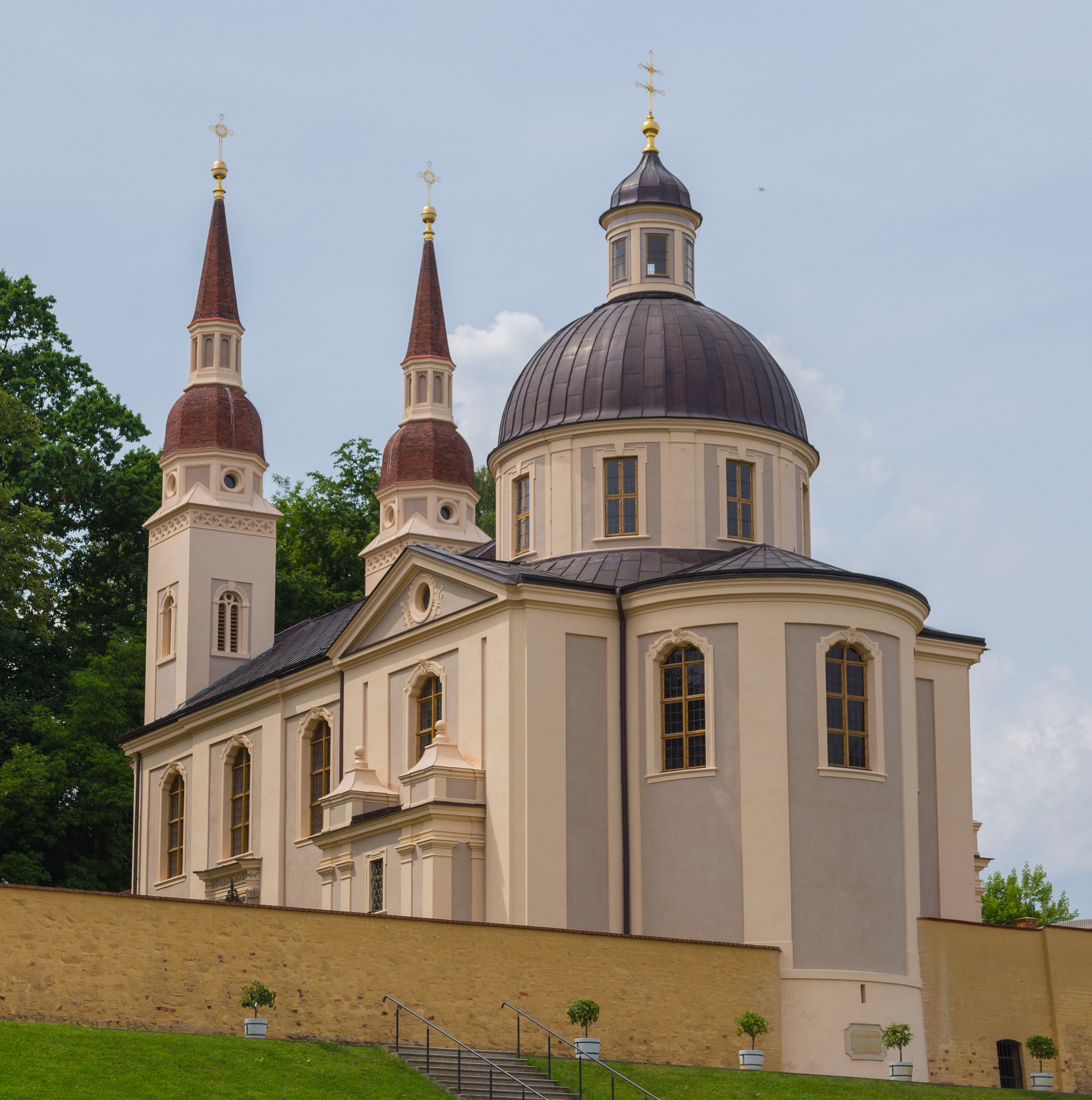
Pfarrkirche zum Heiligen Kreuz

Die evangelische Pfarrkirche zum Heiligen Kreuz in Neuzelle ist eine hochbarocke Kirche im Kloster Neuzelle im Landkreis Oder-Spree in Brandenburg. Sie gehört zur Evangelischen Kirchengemeinde Neuzelle im Kirchenkreis Oderland-Spree der Evangelischen Kirche Berlin-Brandenburg-schlesische Oberlausitz und ist eine offene Kirche.

## Geschichte und Architektur

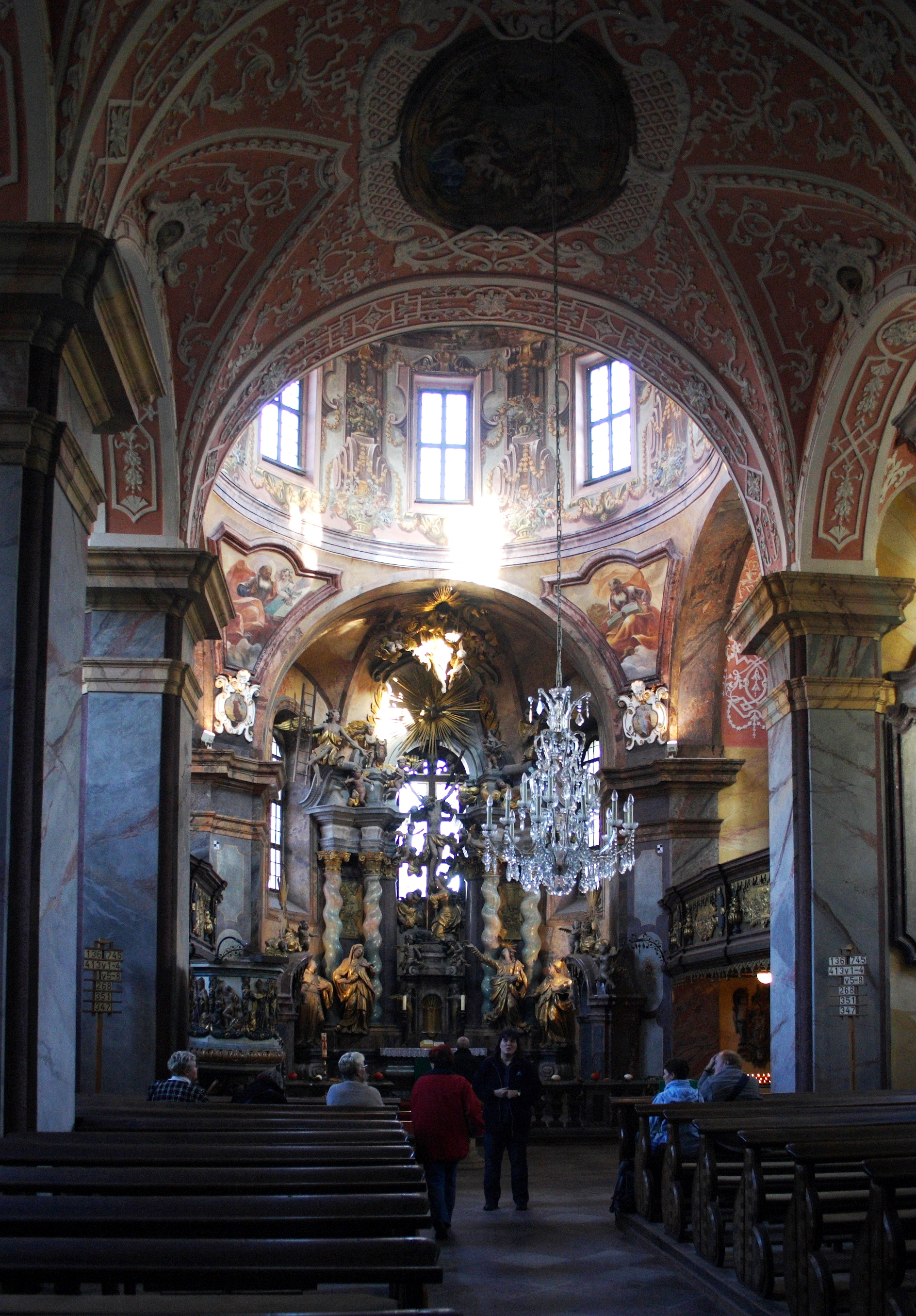
Innenansicht

Die Heilig-Kreuz-Kirche steht an der Stelle der mittelalterlichen Torkapelle St. Ägidius, die 1354 erbaut worden war. Sie diente der Laiengemeinde von Neuzelle („Leutekirche“). In den Jahren 1728/34 wurde der gotische Bau durch die heutige hochbarocke Kreuzkuppelkirche ersetzt. Diese wurde unter der Leitung von Abt Martin Graff erbaut. Im Jahr 1817 wurde das Kloster im Zuge der Säkularisation aufgelöst und die Pfarrkirche wurde der evangelischen Gemeinde in Neuzelle übergeben.
Die Kirche ist eine dreischiffige Hallenkirche von drei Jochen mit einer Tambourkuppel mit Laterne über der Vierung mit reduzierten Querarmen und einem halbrunden Chorschluss. Die Westfassade mit Doppeltürmen erhielt erst um 1850 die heutigen schlanken Turmabschlüsse nach einem Entwurf des Baurats E. K. A. Flaminius, der von Friedrich August Stüler revidiert wurde. Das Äußere wurde verputzt, die ursprünglichen Portale im Norden und Süden vermauert. Restaurierungen wurden 1961/64 und 1988/92 vorgenommen. Von 2009 bis 2017 wurde die Kirche erneut von Grund auf restauriert.

## Ausstattung
Die Ausstattung der Pfarrkirche zum Heiligen Kreuz wurde von den an der Klosterkirche Neuzelle tätigen Meistern vorgenommen und ist zu großen Teilen von gleicher Qualität wie die dort befindlichen Kunstwerke. Das Spiegelgewölbe mit Bandelwerkornamentik in Stuck wurde von Caspar Hennevogel und dessen Sohn Johann Michael Hennevogel ausgestaltet.
In der Kuppel und in den Gewölben finden sich Malereien in der Art des Georg Wilhelm Neunhertz. Im Tambour sind Scheinarchitekturen mit Girlanden, in der Kuppel illusionistische figurenreiche Darstellungen des Himmels zu finden. In den Pendentifs wurden Darstellungen der Evangelisten und der Kardinaltugenden angebracht. In den Gewölben des Schiffs wurden die Seligpreisungen im zweiten Viertel des 18. Jahrhunderts gemalt.
Der Hauptaltar von 1730 stellt in einem figurenreichen Aufbau aus Stuckmarmor und Holz mit gewundenen Säulen die Kreuzigung Christi mit der knienden Maria Magdalena dar und wurde J. W. Hennevogel zugeschrieben. Seitlich vor den Säulenpaaren sind lebensgroße Skulpturen von Maria und Johannes sowie vom heiligen Bernhard und einem Bischof mit Buch dargestellt. Auf den Giebelansätzen befinden sich Engel mit den Leidenswerkzeugen und über dem Kreuz die Taube des heiligen Geists. Zwischen den gedrehten Säulen sind zwei Reliefs in der Art des Matthias Bernhard Braun angebracht, welche die Höhepunkte eines Passionszyklus bilden, der an den Brüstungsfeldern der nördlichen Empore beginnt und an der Südempore fortgesetzt wird. Er zeigt Szenen aus der Heilsgeschichte mit der Auferstehung, der Himmelfahrt und Pfingsten. Seitlich des Altars befinden sich zwei apsisartige Sediliennischen aus Stuckmarmor von 1734.
Die für die Verwendung in Prozessionen fahr- und lenkbare Kanzel ist älter als die Kirche und stammt aus der zweiten Hälfte des 17. Jahrhunderts. Der oktogonale Korb wird von einer knienden Engelsfigur mit den sieben Siegeln der Apokalypse getragen; an der Brüstung sind Reliefs von Ägidius mit den Kirchenvätern angebracht.
Die geschwungene Westempore mit Balustern trägt den Orgelprospekt von Johann Gottlieb Tamitius aus dem Jahr 1730. Das Innenwerk stammt vom Neuzeller Orgelbaumeister Robert Uibe und wurde 1958 von der Firma Sauer umgebaut. Das Instrument hat 19 Register auf zwei Manualen und Pedal (Kegelladen). Die Spiel- und Registertrakturen sind elektropneumatisch.
| I Hauptwerk C–g3 |                 |       |
| 1.               | Principal       | 8′    |
| 2.               | Singend Gedackt | 8′    |
| 3.               | Salizional      | 8′    |
| 4.               | Octave          | 4′    |
| 5.               | Rohrflöte       | 4'    |
| 6.               | Nasat           | 2 ⁄3′ |
| 7.               | Oktave          | 2'    |
| 8.               | Mixtur III-IV   | 1 ⁄3′ |

| II. Manualwerk C–g3 |                |       |
| 9.                  | Rohrgedackt    | 8'    |
| 10.                 | Spitzoktave    | 4'    |
| 11.                 | Gemshorn       | 4'    |
| 12.                 | Nachthorn      | 2'    |
| 13.                 | Quinte         | 1 ⁄3′ |
| 14.                 | Scharff II-III | 1'    |
|                     | Tremolo        |       |

| Pedalwerk C–f1 |               |     |
| 15.            | Subbass       | 16' |
| 16.            | Oktavbass     | 8'  |
| 17.            | Gedacktpommer | 8'  |
| 18.            | Oktave        | 4'  |
| 19.            | Dulzian       | 16' |

- Koppeln: II/I, I/P, II/P

Auf die beiden Glockentürme verteilt hängen drei Bronzeglocken. Die kleine und die große Glocke wurde 2008 von der Glockengießerei Lauchhammer gegossen. Die mittlere Glocke ist historisch. Die Glocken läuten jeden Samstag um 18.00 Uhr gemeinsam mit den Glocken der katholischen Stiftskirche den Sonntag ein.
Das Gestühl und vier mit Intarsien verzierte Wandschränke wurden in der Mitte des 18. Jahrhunderts geschaffen. Eine hölzerne Darstellung der Marienkrönung aus der ersten Hälfte des 18. Jahrhunderts blieb ebenfalls erhalten. Zu den liturgischen Gefäßen gehören silbervergoldete Kelche, einer von 1758 und ein zweiter aus etwa demselben Zeitraum.
An der Südseite der Kirche finden sich zwei Grabsteine für J. Burnet († 1715) und M. Proche († 1713). Auf dem Friedhof sind zwei Grabmäler für J. Hampel († 1819) und F. Birnbach († 1880) zu erwähnen.